# Championnat de Libye de football 2009-2010
Navigation
Saison précédente Saison suivante
La saison 2009-2010 du Championnat de Libye de football est la quarante-deuxième édition du championnat de première division libyen. Quatorze clubs prennent part au championnat organisé par la fédération. Les équipes sont regroupées au sein d'une poule unique où elles rencontrent leurs adversaires deux fois au cours de la saison, à domicile et à l'extérieur. À l'issue de la compétition. les trois derniers du classement sont relégués et remplacés par le meilleur club de Second Division, tandis que le club classé 11e dispute un barrage de promotion-relégation face au deuxième de D2, pour réduire encore le championnat à 12 formations.
C'est le club d'Al Ittihad Tripoli, quintuple tenant du titre, qui remporte à nouveau la compétition, après avoir terminé en tête du classement final, avec six points d'avance sur Al Ahly Benghazi et sept sur Khaleej Syrte. C'est le seizième titre de champion de Libye de l'histoire du club et son huitième titre en neuf saisons.
Deux places sont qualificatives pour les compétitions continentales en fin de saison; le champion obtient son billet pour la Ligue des champions de la CAF tandis que le vainqueur de la Coupe de Libye se qualifie pour la Coupe de la confédération.
Al Ahly Tripoli est relégué en Second Division en cours de saison à la suite d'une décision de la fédération libyenne. D'abord coupable de ne pas s'être présenté lors de la rencontre face à Al Hilal Benghazi le 28 avril et sanctionné de 3 points, Al Ahly a déclaré forfait lors de trois matchs consécutifs. Les résultats obtenus lors des matchs retour ont été également effacés du classement.

## Les clubs participants
| - Al Medina Tripoli - Khaleej Syrte - Al Hilal Benghazi - Al Tahaddy Benghazi - Promu de Second Division - Al Shat Tripoli - Al Olympic Zaouia - Asswehly Sports Club | - Al Tersana Tripoli - Al Nasr Benghazi - Al Ahly Benghazi - Al Ahly Tripoli - Alakhdhar S.C. - Al Ittihad Tripoli - Al Nejma Benghazi - Promu de Second Division |

## Compétition
Le classement utilise le barème suivant :
- Victoire : 3 points
- Match nul : 1 point
- Défaite : 0 point

### Classement
| Rang | Équipe               | Pts | J  | G  | N  | P  | Bp | Bc | Diff |
| ---- | -------------------- | --- | -- | -- | -- | -- | -- | -- | ---- |
| 1    | Al Ittihad TripoliT  | 51  | 25 | 15 | 6  | 4  | 45 | 27 | +18  |
| 2    | Al Ahly Benghazi -1  | 45  | 25 | 14 | 4  | 7  | 39 | 27 | +12  |
| 3    | Khaleej Syrte        | 44  | 25 | 13 | 5  | 7  | 47 | 31 | +16  |
| 4    | Al Medina Tripoli    | 37  | 25 | 8  | 13 | 4  | 31 | 27 | +4   |
| 5    | Alakhdhar S.C.       | 35  | 25 | 9  | 8  | 8  | 29 | 30 | -1   |
| 6    | Al Nasr BenghaziC    | 34  | 25 | 10 | 4  | 11 | 38 | 30 | +8   |
| 7    | Al Hilal Benghazi    | 33  | 25 | 9  | 6  | 10 | 29 | 33 | -4   |
| 8    | Al Tersana Tripoli   | 30  | 25 | 8  | 6  | 11 | 33 | 36 | -3   |
| 9    | Asswehly Sports Club | 30  | 25 | 8  | 6  | 11 | 27 | 37 | -10  |
| 10   | Al Shat Tripoli      | 29  | 25 | 8  | 5  | 12 | 25 | 36 | -11  |
| 11   | Al Olympic Zaouia    | 29  | 25 | 7  | 8  | 10 | 33 | 36 | -3   |
| 12   | Al Nejma BenghaziP   | 28  | 25 | 8  | 4  | 13 | 23 | 31 | -8   |
| 13   | Al Tahaddy BenghaziP | 17  | 25 | 4  | 5  | 16 | 21 | 49 | -28  |
| 14   | Al Ahly Tripoli      | 22  | 13 | 6  | 4  | 3  | 20 | 10 | +10  |

| Qualifications et relégations | Qualifications et relégations                                                       |
| ----------------------------- | ----------------------------------------------------------------------------------- |
|                               | Qualification pour la Ligue des champions de la CAF 2011                            |
|                               | Qualification pour la Coupe de la confédération 2011                                |
|                               | Participation au barrage de promotion-relégation                                    |
|                               | Relégation directe en Second Division                                               |
|                               | T : Tenant du titre C : Vainqueur de la Coupe de Libye P : Promu de Second Division |

- Al Ahly Benghazi reçoit une pénalité d'un point pour une raison indéterminée.

### Matchs
| Résultats (▼dom., ►ext.) | AHLB | AHLT | AKH | HIL | ITT  | KHA | MAD | NAJ | NSR | OLY | SHT | SWE | THD | TER |
| Al Ahly Benghazi         |      | 0-0  | 2-1 | 2-1 | 0-22 | 0-2 | 0-0 | 2-1 | 2-1 | 2-3 | 1-0 | 1-1 | 2-0 | 5-0 |
| Al Ahly Tripoli          |      |      |     | 0-1 |      |     |     | 3-0 |     |     | 3-0 | 2-0 | 3-0 | 3-2 |
| Alakhdhar S.C.           | 2-1  | 2-1  |     | 2-0 | 2-2  | 2-3 | 2-2 | 1-0 | 1-0 | 1-0 | 1-0 | 1-1 | 3-1 | 2-2 |
| Al Hilal Benghazi        | 0-1  |      | 1-2 |     | 1-1  | 1-0 | 2-2 | 0-1 | 0-2 | 2-2 | 3-2 | 2-2 | 2-0 | 1-2 |
| Al Ittihad Tripoli       | 3-1  | 2-1  | 3-0 | 1-1 |      | 2-1 | 3-3 | 2-0 | 3-0 | 3-2 | 0-1 | 3-1 | 3-0 | 1-5 |
| Khaleej Syrte            | 1-1  | 2-2  | 1-0 | 4-0 | 2-3  |     | 2-2 | 1-0 | 2-1 | 3-2 | 4-1 | 2-2 | 2-3 | 2-0 |
| Al Medina Tripoli        | 0-1  | 1-1  | 2-0 | 0-0 | 0-0  | 1-1 |     | 0-1 | 2-2 | 2-1 | 1-0 | 2-0 | 1-1 | 2-1 |
| Al Nejma Benghazi        | 2-5  |      | 1-1 | 0-1 | 0-1  | 1-0 | 0-1 |     | 1-0 | 4-3 | 0-1 | 3-0 | 1-2 | 2-2 |
| Al Nasr Benghazi         | 3-1  | 0-1  | 2-0 | 2-1 | 3-1  | 4-1 | 3-1 | 0-0 |     | 1-1 | 1-0 | 1-2 | 3-3 | 0-1 |
| Al Olympic Zaouia        | 1-3  | 0-0  | 0-0 | 1-2 | 0-2  | 2-1 | 1-1 | 1-1 | 2-1 |     | 1-1 | 2-1 | 0-1 | 3-1 |
| Al Shat Tripoli          | 0-2  |      | 2-1 | 1-3 | 1-2  | 0-4 | 1-1 | 2-1 | 1-3 | 1-0 |     | 3-3 | 4-0 | 1-1 |
| Asswehly Sports Club     | 0-1  |      | 2-1 | 1-0 | 2-1  | 1-3 | 0-1 | 2-1 | 1-0 | 0-0 | 0-1 |     | 0-2 | 2-1 |
| Al Tahaddy Benghazi      | 1-2  |      | 1-1 | 1-2 | 0-0  | 0-2 | 1-3 | 0-1 | 0-4 | 1-3 | 0-1 | 1-2 |     | 2-2 |
| Al Tersana Tripoli       | 2-1  |      | 0-0 | 1-2 | 0-1  | 0-1 | 3-0 | 0-1 | 2-1 | 1-2 | 0-0 | 2-1 | 2-0 |     |

#### Barrage de promotion-relégation
| Équipe 1              | Résultat | Équipe 2               | Aller | Retour |
| --------------------- | -------- | ---------------------- | ----- | ------ |
| Al Wahda Tripoli (D2) | 1 - 3    | (D1) Al Olympic Zaouia | 0 - 1 | 1 - 2  |

## Bilan de la saison
| Championnat de Libye de football 2009-2010 |                                |
| Champion                                   | Al Ittihad Tripoli (16e titre) |
| Coupes et trophées                         |                                |
| Vainqueur de la Coupe de Libye 2009-2010   | Al Nasr Benghazi               |
| Qualifications continentales               |                                |
| Ligue des champions de la CAF 2011         | Al Ittihad Tripoli             |
| Coupe de la confédération 2011             | Al Nasr Benghazi               |
| Promotions et relégations                  |                                |
| Promus en Premier League                   | Darnes Darnah                  |
| Relégués en Second Division                | Al Nejma Benghazi              |
| Relégués en Second Division                | Al Tahaddy Benghazi            |
| Relégués en Second Division                | Al Ahly Tripoli                |